# Willisville, Illinois
Willisville là một làng thuộc quận Perry, tiểu bang Illinois, Hoa Kỳ. Năm 2010, dân số của làng này là 633 người.

## Dân số
Dân số qua các năm:
- Năm 2000: 694 người.
- Năm 2010: 633 người.